# Assane Demoya Gnoukouri
Assane Demoya Gnoukouri (Abidjan, 28 november 1996) is een Ivoriaans voormalig voetballer die doorgaans speelde als middenvelder. Tussen 2015 en 2018 kwam hij uit voor Internazionale en Udinese.

## Spelerscarrière
Gnoukouri speelde in de jeugdopleiding van Olympique Marseille. In december 2013 sloot hij zich aan bij Altovicentino, nadat Marseille afscheid van hem had genomen. In de zomer van 2014 vertrok de middenvelder met zijn jongere broer Zate Wilfried en zijn oudere broers Miguel en Williams naar Internazionale. Voor die club debuteerde hij op 11 april 2015, toen met 0–3 werd gewonnen van Hellas Verona. Gnoukouri viel elf minuten voor tijd in voor Gary Medel en speelde de rest van het duel op een middenveld met Marcelo Brozović en Fredy Guarín. In de winterstop van het seizoen 2016/17 werd de Ivoriaan voor een half seizoen op huurbasis gestald bij Udinese. Nog voor hij één wedstrijd speelde voor de club, werd er een hartkwaal bij hem ontdekt. Hierdoor moest hij drie maanden rust houden. Na een half jaar keerde hij terug naar Inter zonder optredens voor Udinese. Medio 2018 ontbonden Internazionale en Gnoukouri in onderling overleg zijn verbintenis.

## Clubstatistieken
| Seizoen | Club           | Competitie | Competitie | Competitie | Beker | Beker | Internationaal | Internationaal | Totaal | Totaal |
| Seizoen | Club           | Competitie | Wed.       | Dlp.       | Wed.  | Dlp.  | Wed.           | Dlp.           | Wed.   | Dlp.   |
| ------- | -------------- | ---------- | ---------- | ---------- | ----- | ----- | -------------- | -------------- | ------ | ------ |
| 2014/15 | Internazionale | Serie A    | 5          | 0          | 0     | 0     | —              | —              | 5      | 0      |
| 2015/16 | Internazionale | Serie A    | 2          | 0          | 1     | 0     | —              | —              | 3      | 0      |
| 2016/17 | Internazionale | Serie A    | 4          | 0          | 0     | 0     | 4              | 0              | 8      | 0      |
| 2016/17 | → Udinese      | Serie A    | 0          | 0          | 0     | 0     | —              | —              | 0      | 0      |
| 2017/18 | Internazionale | Serie A    | 0          | 0          | 0     | 0     | —              | —              | 0      | 0      |
| Totaal  | Totaal         | Totaal     | 11         | 0          | 1     | 0     | 4              | 0              | 16     | 0      |